# Sør-Østerdals prosteri
Sør-Østerdals prosteri (norska: Sør-Østerdal prosti) är ett kontrakt (prosteri, norska: prosti) i Hamars stift inom Norska kyrkan. Kontraktet omfattar kommunerna Elverum, Engerdal, Stor-Elvdal, Trysil och Åmot i Innlandet fylke i östra Norge.
Namnet syftar på att kontraktet omfattar den södra delen av landskapet Østerdalen.

## Socknar
Sør-Østerdals prosteri består av 24 socknar (norska: sokn eller sogn) inom sex kyrkliga samfälligheter (norska: kirkelige fellesråd), motsvarande kommunerna:

### Elverums kyrkliga samfällighet
- Elverums socken
- Heradsbygds socken
- Hernes socken
- Nordskogbygda socken
- Sørskogbygda socken

### Engerdals kyrkliga samfällighet
- Drevsjø socken
- Elgå socken
- Engerdals socken
- Sømådals socken
- Søre Elvdals socken

### Stor-Elvdals kyrkliga samfällighet
- Atneosens socken
- Sollia socken
- Stor-Elvdals socken
- Strands socken

### Trysils kyrkliga samfällighet
- Ljørdalens socken
- Nordre Trysils socken
- Søre Osens socken
- Søre Trysils socken
- Trysils socken
- Tørbergets socken
- Østby socken

### Åmots kyrkliga samfällighet
- Desets socken
- Nordre Osens socken
- Åmots socken